# 李清时
李清时（1706年—1768年），字授侯，号蕙圃，清朝福建安溪人，大学士李光地之从孙。
乾隆七年（1742年）进士，由翰林院编修历任河东河道总督、山东巡抚。乾隆二十六年（1761年）督修孙家集黄河决口。后续建微山湖滚水坝，改杨家坝为闸，改建何家坝，三空五孔桥，饬行汛期水情报告，清厘河工征料诸弊端，颇有政绩。治经深于《易经》，喜读宋五子书。著有《周易经义》、《朱子语类或问》、《蚕书》、《汛约言》、《治河事宜》。乾隆三十三年（1768年）去世。